# John Parrish (baseball)
Pour les articles homonymes, voir Parrish et John Parrish.
John Henry Parrish, né le 26 novembre 1977 à Lancaster (Pennsylvanie) aux États-Unis, est un joueur américain de baseball évoluant en Ligue majeure de baseball pour les Royals de Kansas City. Après la saison 2009, ce lanceur compte 174 matches joués pour une Moyenne de points mérités de 4,54.

## Carrière
Après des études secondaires à la McCaskey High School de Lancaster (Pennsylvanie), John Parrish est drafté le 4 juin 1996 par les Orioles de Baltimore au 25e tour de sélection. Il signe son premier contrat professionnel le 7 juin 1996.
Parrish passe quatre saisons en Ligues mineures avant d'effectuer ses débuts en Ligue majeure le 24 juillet 2000.
Absent des terrains de Ligue majeure en 2002 et 2006 pour une blessure au genou puis une Opération de type Tommy John, Parrish est échangé aux Mariners de Seattle le 9 août 2007 contre le jeune Sébastien Boucher. Devenu agent libre à l'issue de la saison 2007, il s'engage pour un an chez les Blue Jays de Toronto le 15 février 2008. Parrish rejoint ensuite pour une saison les Orioles de Baltimore à partir du 4 février 2009 mais doit renoncer à jouer cette saison pour raisons médicales. Après son opération, il signe avec les Royals de Kansas City le 4 janvier 2010.

## Statistiques
En saison régulière
| Statistiques de lanceur |             |     |    |    |     |    |    |    |       |     |      |
| Saison                  | Équipe      | G   | GS | CG | SHO | V  | D  | SV | IP    | SO  | ERA  |
| 2000                    | Baltimore   | 8   | 8  | 0  | 0   | 2  | 4  | 0  | 36.1  | 28  | 7,18 |
| 2001                    | Baltimore   | 16  | 1  | 0  | 0   | 1  | 2  | 0  | 22.0  | 20  | 6,14 |
| 2003                    | Baltimore   | 14  | 0  | 0  | 0   | 0  | 1  | 0  | 23.2  | 15  | 1,90 |
| 2004                    | Baltimore   | 56  | 1  | 0  | 0   | 6  | 3  | 1  | 78.0  | 71  | 3,46 |
| 2005                    | Baltimore   | 14  | 0  | 0  | 0   | 1  | 0  | 0  | 17.1  | 25  | 3,12 |
| 2007                    | Baltimore   | 45  | 0  | 0  | 0   | 2  | 2  | 0  | 41.2  | 36  | 5,40 |
| 2007                    | Seattle     | 8   | 0  | 0  | 0   | 0  | 0  | 0  | 10.1  | 5   | 6,97 |
| 2008                    | Toronto     | 13  | 6  | 0  | 0   | 1  | 1  | 0  | 42.1  | 21  | 4,04 |
| 2010¹                   | Kansas City | 3   | 0  | 0  | 0   | 1  | 0  | 0  | 1.0   | 1   | 3,86 |
| Totaux                  | Totaux      | 177 | 16 | 0  | 0   | 14 | 13 | 1  | 272.2 | 222 | 4,52 |

- ¹ : au 10 avril 2010

Note: G = Matches joués ; GS = Matches comme lanceur partant ; CG = Matches complets ; SHO = Blanchissages ; 
V = Victoires ; D = Défaites ; SV = Sauvetages ; IP = Manches lancées ; SO = retraits sur des prises ; ERA = Moyenne de points mérités.